# Touba (Senegal)

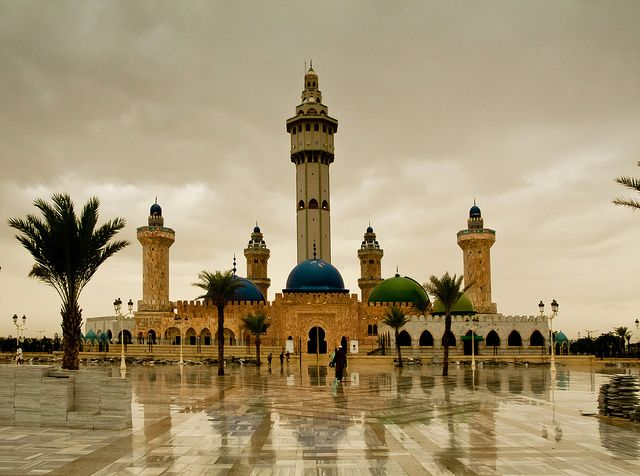
Grote moskee

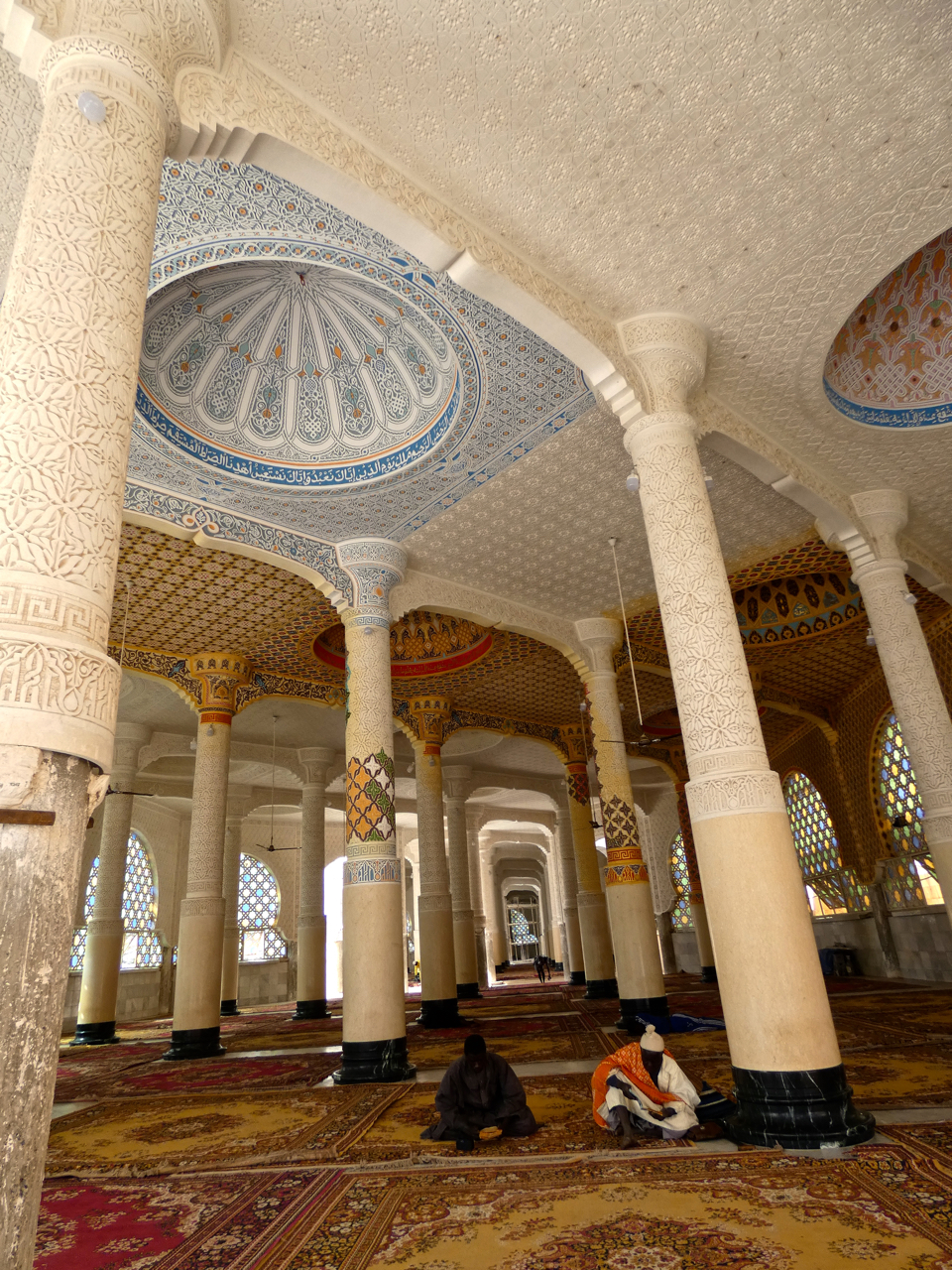
Binnenaanzicht van de Grote Moskee van Touba

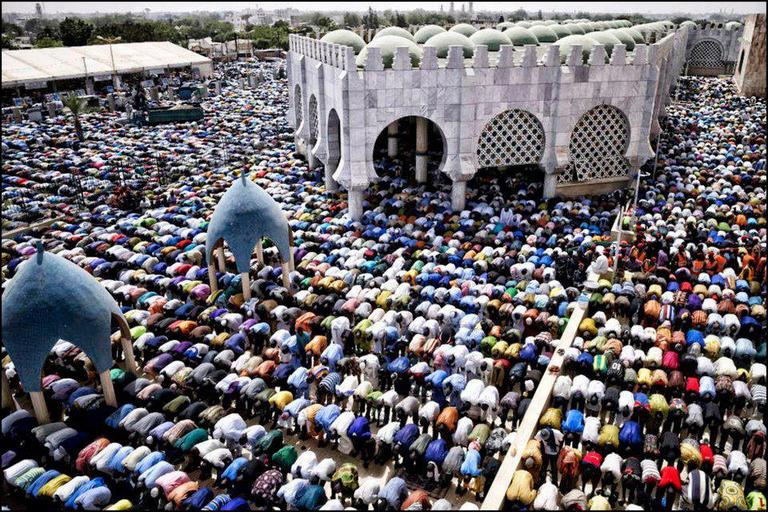
Gebed tijdens de Grand Maggal ter ere van sjeik Amadou Bamba

Touba is een stad in het westen van Centraal-Senegal. De stad ligt in de regio Diourbel, ongeveer 150 kilometer ten oosten van de hoofdstad Dakar en 50 kilometer van de regionale hoofdstad Diourbel. Touba is sinds de jaren 60 enorm gegroeid en bij de volkstelling van 2002 had het 461.159 inwoners, waarmee het de derde stad van het land is na Dakar en Pikine.
In de stad zijn verschillende markten, waarvan de Okassmarkt de grootste is. De stad ligt in een droge maar vruchtbare omgeving waar vooral aardnoten en gierst worden geteeld. Daarnaast is er extensieve veeteelt (zeboes en geiten).
Het is de heiligste stad van de islamitische soefiorde van het moeridisme (Murīdiyyah). De grondlegger van deze orde, Amadou Bamba M'backé (overleden in 1927) ligt er begraven en naast zijn graf staat een grote moskee (voltooid in 1963). De minaret is met een hoogte van 87 meter de hoogste van zwart Afrika en naast de moskee is een islamitische universiteit en een bibliotheek. Er is een jaarlijkse bedevaart naar het graf van Bamba.
Naast deze Grote Moskee zijn er verschillende andere moskeeën in de stad.

## Geschiedenis
Touba werd in 1887 gesticht door sjeik Amadou Bamba M'backé, een Senegalese moslimmysticus die in 1883 de tarîqa (Arabisch meervoud turuq, religieuze orde of broederschap) van het moeridisme oprichtte.
Aanvankelijk was Touba een bescheiden nederzetting. In feite begon de eigenlijke bouw van de stad pas na de dood van Amadou Bamba in 1927. De uitbreiding van de stad met een moskee was bedoeld om de sjeik te eren en geschiedde onder verantwoordelijkheid van Bamba’s zonen en opvolgers, de xalifas (van Arabische khalifa, kalief) van de moeriden. In 1963 had Touba de grootste moskee van West-Afrika, bekend als de Grote Moskee van Touba, die het graf van Bamba herbergt. In de jaren tachtig was Touba de op een na grootste stad van Senegal geworden. Touba en het graf van de sjeik zijn het symbolische centrum van het moeridenbroederschap.

## Moeridisme
Amadou Bamba had de overtuiging dat moslims meer direct met Allah verbonden moesten zijn door hard te werken en te bidden. Bamba leerde zijn leerlingen ook dat ze verantwoordelijkheid moesten nemen voor hun gedrag, een nuttig beroep moesten uitoefenen en zelfredzaam behoorden te zijn. Sjeik Bamba’s holistische begeleiding, waarbij werk en spirituele training werden gecombineerd, had een belangrijke aantrekkingskracht voor het grote aantal nieuwe aanhangers van de Moeridische tarîqa in de late negentiende en vroege twintigste eeuw. Bamba’s begeleiding richtte zich zowel op religieuze als op praktische behoeften en was flexibel genoeg om zich aan te passen aan veranderende behoeften en diverse sociale en regionale omstandigheden. Voor de aanhangers van het Moeridisme (de Moeriden) had werk een zodanige symbolische betekenis gekregen, omdat het iemand in staat stelde haar of zijn geloof te verwezenlijken door middel van fysieke oefening. Dit fenomeen wordt het best beschreven in een van de bekende uitspraken van Amadou Bamba: Ligéey ci jammu Yàlla la bokka (vertaald van het Wolof naar “Werk is onderdeel van het dienen van God”).

### Pelgrimstocht
Voor vele moeriden is Touba het equivalent van Mekka. Jaarlijkse ondernemen grote aantallen een pelgrimstocht naar de stad om de stichter van hun broederschap, sjeik Amadou Bamba, te eren. Deze religieuze pelgrimstocht staat bekend als de Grand Maggal. Ieder jaar, op de 18e dag van de islamitische maand Safar (de tweede maand van het jaar van de islamitische kalender), reizen ongeveer 5 miljoen moeriden naar Touba om de religieuze ritus bij te wonen, ter viering en ter verering van de sjeik. Velen, worden in navolging van Bamba, vanwege mystieke visioenen naar de stad gedreven.
Maggal is afgeleid van het Wolof werkwoord magg, wat zich laat vertalen naar "belangrijk zijn" of "oud zijn". Moeriden houden jaarlijks verschillende maggals, die belangrijke gebeurtenissen in de geschiedenis van hun tarîqa markeren. De belangrijkste religieuze viering van het moeridisme is echter de Grand Maggal van Touba. De heilige ruimte van het Moeridisme wordt bepaald door zijn associatie met de spirituele gids van Amadou Bamba en zijn vermogen om baraka (het geschenk van genade) over te brengen naar elke plaats die hij bezocht.

### Invloed
De islamitische heilige stad Touba is de zelf gedefinieerde ‘hoofdstad’ van de moeriden in Senegal en is een belangrijke plaats van aanbidding geworden voor discipelen, ook wel bekend als talibés. Touba is niet alleen een spiritueel, maar vooral ook een politieke centrum. De moeridische tarîqa, die de absolute controle over de heilige stad behoudt, is een belangrijke instelling van het Senegalese maatschappelijk middenveld. Het oefent politieke macht uit over de bevolking, het territorium en de hulpbronnen, en het doet dit buiten de administratieve structuren van de staat om.